# Ariel Gade
Ariel Gade (San Jose, 1º maggio 1997) è un'attrice statunitense.

## Biografia
Originaria di San Diego, inizia la sua carriera nel 2003 ma la sua fama arriva due anni dopo, nel 2005, data dal film Dark Water nella parte di Cecilia Williams, la figlia di Dahlia, interpretata da Jennifer Connelly, che la considera una delle sue attrici preferite.